# American Humanist Association

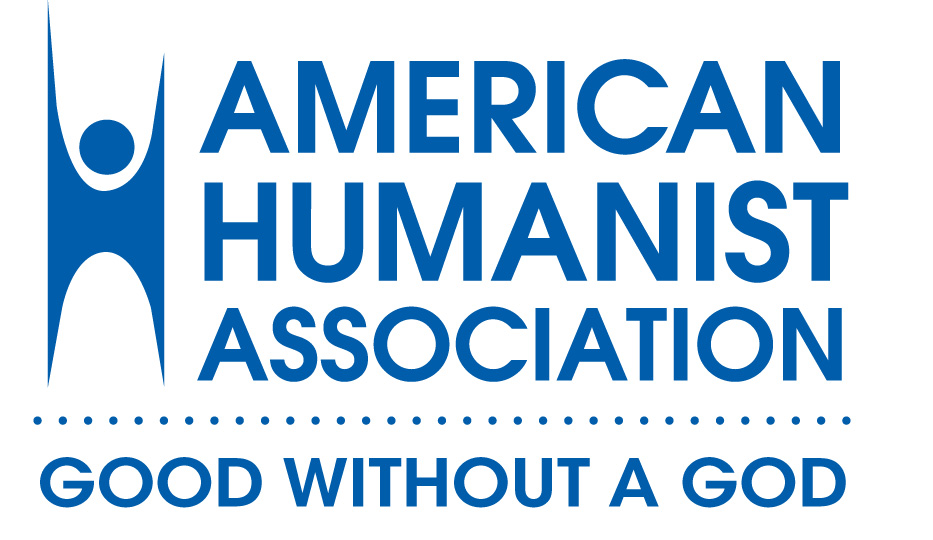
Logo ufficiale dell'American Humanist Association

L'American Humanist Association (AHA) è un'associazione educativa statunitense fondata nel 1941 per promuovere l'umanesimo secolare.
L'AHA accetta la definizione dell'umanesimo fornita dall'Unione Internazionale Etico-Umanistica (IHEU). Per l'AHA: «L'umanesimo è un orientamento filosofico progressista della vita che, senza il ricorso al teismo o ad altre fedi nel soprannaturale, afferma il diritto e la responsabilità di un comportamento etico volto al maggior bene dell'umanità».

## Premio Umanista dell'anno
- Salman Rushdie - 2019
- Jennifer Ouellette – 2018
- Adam Savage – 2017
- Jared Diamond – 2016
- Lawrence M. Krauss – 2015 (revocato nel 2018)
- Barney Frank – 2014
- Dan Savage – 2013
- Gloria Steinem – 2012
- Rebecca Goldstein – 2011
- Bill Nye – 2010
- PZ Myers - 2009
- Pete Stark - 2008
- Joyce Carol Oates - 2007
- Steven Pinker - 2006
- Murray Gell-Mann - 2005
- Daniel Dennett - 2004
- Sherwin Wine - 2003
- Steven Weinberg - 2002
- Stephen Jay Gould - 2001
- William Schulz - 2000
- Edward Wilson - 1999
- Barbara Ehrenreich - 1998
- Alice Walker - 1997
- Richard Dawkins - 1996
- Ashley Montagu - 1995
- Lloyd Morain - 1994
- Mary Morain - 1994
- Richard Lamm - 1993
- Kurt Vonnegut - 1992
- Lester Brown - 1991
- Ted Turner - 1990
- Gerald Larue - 1989
- Leo Pfeffer - 1988
- Margaret Atwood - 1987
- Faye Wattleton - 1986
- John Kenneth Galbraith - 1985
- Isaac Asimov - 1984
- Lester A. Kirkendall - 1983
- Helen Caldicott - 1982
- Carl Sagan - 1981
- Andrei Sakharov - 1980
- Edwin Wilson - 1979
- Margaret Kuhn - 1978
- Corliss Lamont - 1977
- Jonas Salk - 1976
- Betty Friedan - 1975
- Henry Morgentaler - 1975
- Mary Calderone - 1974
- Joseph Fletcher - 1974
- Thomas Szasz - 1973
- Burrhus Skinner - 1972
- Albert Ellis - 1971
- A. Philip Randolph - 1970
- R. Buckminster Fuller - 1969
- Benjamin Spock - 1968
- Abraham Maslow - 1967
- Erich Fromm - 1966
- Hudson Hoagland - 1965
- Carl Rogers - 1964
- Hermann Joseph Muller - 1963
- Julian Huxley - 1962
- Linus Pauling - 1961
- Leó Szilárd - 1960
- Brock Chisholm - 1959
- Oscar Riddle - 1958
- Margaret Sanger - 1957
- Judson Herrick - 1956
- James P. Warbasse - 1955
- Arthur Bendley - 1954
- Anton Carlson - 1953